# پایان (ترانه دورز)
«پایان» (به انگلیسی: The End) یازدهمین و آخرین آهنگ آلبوم The Doors از گروه دورز می‌باشد که در چهارم ژانویه ۱۹۶۷ منتشر شد. متن این آهنگ که توسط جیم موریسون نوشته شده درباره پایان رابطه‌اش با دوست دختر خود ، مری وربیلو (Mary Werbelow) است. این ترانه در سکانس شروع فیلم اینک آخرالزمان ساخته فرانسیس فورد کاپولا و همچنین به هنگام کشتن شخصیت کورتز در این فیلم استفاده شده است.